# Route farm-to-market
Une route farm-to-market, en anglais : Farm-to-market road, littéralement en français : une route de la ferme au marché, également appelée ranch-to-market road, farm road ou ranch road est, aux États-Unis, une route d'État ou une route de comté qui relie les zones rurales ou agricoles aux villes marchandes. Il s'agit de routes de qualité, généralement une Highway, que les agriculteurs et les éleveurs utilisent pour transporter leurs produits vers les villes marchandes ou les centres de distribution.
Plus précisément, dans l'État du Texas, les termes Farm to Market Road et Ranch to Market Road désignent des routes qui font partie du réseau de routes secondaires et de raccordement de l'État, construites et entretenues par le département des Transports du Texas (TxDOT). Le Texas a établi ce système dès 1949 pour améliorer l'accès aux zones rurales. Le système se compose principalement de routes goudronnées à deux voies, bien que certains tronçons aient plus de voies et que certains soient même considérés comme des autoroutes.

Ces routes sont signalées par des panneaux qui contiennent les mots FARM ROAD ou RANCH ROAD, mais le nom officiel est Farm to Market Road et Ranch to Market Road (d'où les abréviations "FM" et "RM" sur les panneaux routiers).

Logo de la Farm-to-market road 1960 près de Houston au Texas.

La seule route qui utilise explicitement le nom de Ranch Road est la Ranch Road 1 (en), qui passe près de l'ancien ranch de l'ancien président Lyndon B. Johnson.
Comme pour les autres routes entretenues par l'État du Texas, toutes ces routes sont asphaltées. Les limitations de vitesse sur ces routes varient, mais peuvent atteindre 75 miles/h en zones rurales, comme dans les comtés d'Andrews et de Pecos (par exemple, sur les FM 1788, FM 1776 (en) et FM 1053 (en)).

## Histoire

Répartition des routes farm-to-market aux États-Unis (en vert). Les routes de type ranch to market sont en marron.

La première route farm-to-market, au Texas, a été achevée en janvier 1937, pendant la Grande Dépression. Elle reliait Mount Enterprise et l'ancienne communauté de Shiloh dans le comté de Rusk. L'axe routier mesurait 5,8 milles (9,3 km) de long et a été construit pour un coût de 48 015,12 $, soit 869 000 $ d'aujourd'hui. Cette route est maintenant une portion de la route 315 de l'État du Texas (en).